# チカプカムイ
チカㇷ゚カムイは、アイヌに伝承されるカムイ（神）である。シマフクロウと大地のカムイである。コタンコㇿカムイ（村を所有する神）ともいう。人間とカムイたちの行いを見守ることが勤めだが、この世の繁栄に関する神であるともされる。

## 伝承における描写
チカㇷ゚カムイは「鳥の神」の意である。その姿は偉大なシマフクロウとされている。アイヌの人々は、フクロウはモシㇼ（国）とコタン（村）を見守っていると考え、チカㇷ゚カムイは村長の神とされる。

## 伝承
チカㇷ゚カムイの最も重要な任務は、儀式が滞りなく行われているかを見守る、豊穣の神だとするものである。言い伝えによれば、人間世界が飢饉に襲われ人間が飢えに苦しんだ際、チカㇷ゚カムイは飢饉の原因について天界にことづてをしようと考え、カラスを使者に選んだ。だが、伝言の内容ははとても長く、すべてをカラスに伝えるのに何日もかかった。3日目にカラスは眠ってしまい、怒ったチカㇷ゚カムイはこれを殺した。次に彼はカケスに使者を頼んだが、これも4日目に眠ってしまったので殺した。3羽目の使者はカワガラスで、チカㇷ゚カムイが言伝をすべて伝え終わるまでの6日間、うやうやしく聞いていた。カワガラスは天界へ飛んでいき、魚と狩猟の神が怒っているという報せを携えて戻ってきた。彼らの与えた贈り物に人間たちが敬意を払わなくなったためだった。そこでチカㇷ゚カムイは人間のところへ行き、魚や鹿を狩った折に行うべき儀式について教えた。人間たちがこの儀式を執り行うと、カムイは満足して飢饉は収まった。
この伝承のため、カラスとカケスは不吉のしるしであるとアイヌの人々は考えている。反対にカワガラスは幸運の象徴である。